# Santorio Santorio

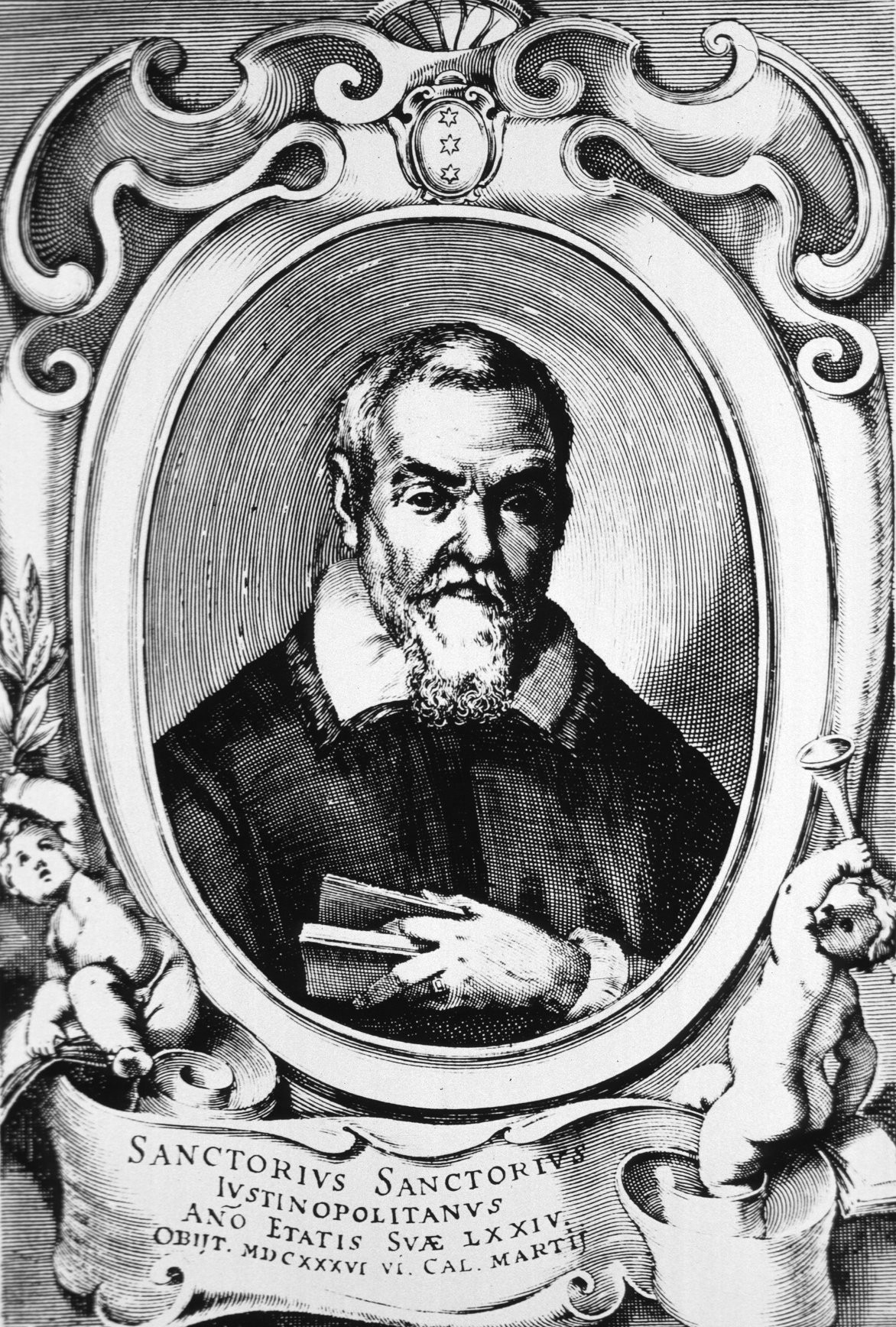
Santorio Santorio

Santorio Santorio, Sanctorinus Sanctorius eller Sanctorilus, född den 29 mars 1561 i nuvarande Capodistria (Koper), död 22 februari 1636 i Venedig, var en italiensk läkare och vetenskapsman. Han var den första som använde precisionsinstrument vid mätning av människokroppens temperatur, andning och vikt. Han gav också upphov till studiet av ämnesomsättningen. 
Sanctorilus var en viktig person inom iatrofysiken, en inriktning som ville förklara biologi och sjukdom med fysikaliska lagar. Hans syn på människokroppen var mekanistisk. Under 30 år vägde han sig själv, allt han åt och drack samt urin och avföring. Summan av de sistnämnda var mindre än summan av de förstnämnda; skillnaden förklarade han med en sorts avdunstning, och han menade att sjukdom berodde på instängd sådan avdunstning. Hans mest kända verk är Ars de statica medicina (1614). Hans metodiska sätt att samla in data fick stor betydelse för eftervärlden. 